# Cryptoscatomaseter epulus
Cryptoscatomaseter epulus är en skalbaggsart som beskrevs av Gordon och Henry Fuller Howden 1972. Cryptoscatomaseter epulus ingår i släktet Cryptoscatomaseter och familjen Aphodiidae. Inga underarter finns listade i Catalogue of Life.